# Scirpophaga incertulas
Scirpophaga incertulas  (лат.) — вид чешуекрылых насекомых из семейства огнёвок-травянок. Распространён в Пакистане, Индии, Шри-Ланке, Юго-Восточной Азии, Индонезии, на Филиппинских островах, в Китае и южной Японии. Серьёзный вредитель риса посевного.

## Описание
Длина тела имаго 13—16 мм, размах их крыльев 22—30 мм; самцы немного меньше самок. Помимо размеров существуют и другие половые различия внутри вида: у самок имеется одна тёмная точка в центре жёлтых передних крыльев, а у самцов имеется множество тёмных точек на всей поверхности коричневых передних крыльев.
Взрослые гусеницы длиной 18—25 мм. Тело жёлтое; головная капсула чёрная. Куколка бледная, мягкая.

## Экология
Гусеницы питаются внутри стеблей посевного риса и различных диких травянистых растений. Взрослые особи не питаются и живут всего 4—10 дней.

## Развитие
Самки откладывают по 80—150 яиц на лист кормового растения гусениц. Яйца развиваются 4—9 дней. Стадия гусеницы длится около 40 дней. Окукливаются внутри стеблей растений. Стадия куколки длится 7—11 дней. Полный жизненный цикл одной особи составляет 35—71 день.